# Alexandra Maria Lara
Alexandra Maria Lara, född 12 november 1978 i Bukarest, är en rumänsk-tysk skådespelare och fotomodell. Hon är bland annat känd för rollen som Traudl Junge i den tyska filmen Undergången (2004), som handlar om Hitlers sista dagar i bunkern. Hon har även spelat rollen som Petra Schelm i Der Baader Meinhof Komplex (2008) och rollen som Axis Sally i filmen Miraklet vid St. Anna (2008). Hon är sedan 2009 gift med brittiske skådespelaren Sam Riley, som hon spelat mot i filmerna Control (2007) och Suite Française (2014).

## Filmografi (i urval)
- 1998 – Tatort (TV-serie) (ett avsnitt)
- 1999 – Polizeiruf 110
- 2001 – Tunneln
- 2002 – Napoleon (miniserie)
- 2002 – Doktor Zjivago (miniserie)
- 2004 – Undergången
- 2007 – Control
- 2008 – Der Baader Meinhof Komplex
- 2008 – The Reader
- 2008 – Miraklet vid St. Anna
- 2010 – Quartier lointain
- 2012 – Imagine
- 2013 – Rush
- 2014 – Suite Française
- 2017 – Geostorm
- 2021 – The King's Man